# Aldona Vailokaitytė
Aldona Vailokaitytė, coniugata Pakalenkienė (Šakiai, 16 ottobre 1920 – Kaunas, 19 gennaio 2006), è stata una cestista lituana.

## Carriera
Con la Lituania ha disputato i Campionati europei del 1938.